# Salou
Salou (katalanskt uttal: [səˈlɔw]) är en stad och kommun i provinsen Tarragona i den autonoma regionen Katalonien i nordöstra Spanien. Staden ligger vid Medelhavet på Costa Daurada, cirka 10,5 kilometer sydväst om Tarragona. Kommunen har 30 810 invånare (2024), på en yta av 15,13 km².
Salou grundades av greker på 600-talet och var en viktig handelsort under medeltiden. I dag är staden mest känd för turism och för den stora nöjesparken PortAventura World.